# Ultimate Galactus Trilogy
La Trilogía Ultimate Galactus es una colección limitada de tres series de cómics publicada por Marvel. Las tres sagas están ubicadas en universo  Ultimate y están escritas por Warren Ellis. En la colección se narra la llegada de la entidad come-planetas Gah Lak Tus, basada en el villano de la línea clásica Galactus, a la tierra.

## Publicación
Publicada entre agosto de 2004 y mayo de 2006, las tres series fueron tituladas Ultimate Nightmare (#1 - 5, Oct. 2004 - Feb. 2005), Ultimate Secret (#1 - 4, May - Dic. 2005), y Ultimate Extinction (#1 - 5, Mar. - Jul 2006). Todas ellas fueron escritas por Warren Ellis, autor entre otras obras de Transmetropolitan, Planetary y The Authority, tras firmar un contrato de exclusividad con Marvel por dos años.
Ultimate Nightmare es un cómic limitado de 5 números. Todos ellos, menos el tercero, fueron dibujados por Trevor Hairsine. El tercero, por su parte, lo dibujó Steve Epting, mientras que Simon Coleby se encargó del entintado de los 5. Ellis afirmaba que Ultimate Nightmare iba a ser un cómic previo a un gran evento Ultimate que Mark Millar iba a desarrollar. Mark, sin embargo, tenía por aquel entonces problemas de salud, por lo que Joe Quesada, editor jefe de Marvel, le propuso cambiar el concepto a una trilogía, en la que Nightmare fuera el primer capítulo.
Ultimate Secret es un cómic limitado de 4 números. Los dos primeros fueron dibujados por Steve McNiven, pero debido a problemas de compenetración entre Ellis y McNiven (quien por aquel entonces se encontraba dibujando un arco argumental de los Nuevos Vengadores) que afectaros a su periodicidad, los dos últimos los dibujó Tom Raney, terminando la serie a finales de 2005.
Ultimate Extinction es un cómic limitado de 5 números (que en un principio iban a ser 6). Fue dibujado en su totalidad por Brandon Peterson y su publicación comenzó en marzo de 2006. A pesar de las especulaciones de los aficionados y múltiples argumentos en contra, desde Marvel dejaron claro que la trilogía Ultimate Galactus tenía lugar antes que los eventos del segundo volumen de The Ultimates.

## Resumen

### Ultimate Nightmare
Una transmisión altera los sistemas de comunicación mundiales, llenando los televisores y ordenadores de imágenes de muerte y destrucción, que llevan a miles de personas a suicidarse. Dicha transmisión se difunde por el plano psíquico, lo cual atrae la atención de S.H.I.E.L.D. y Charles Xavier. Ambos rastrean la fuente hasta el páramo de Tunguska, en Rusia, lugar donde tuvo lugar una gran explosión hace un siglo. El comandante de SHIELD, Nick Furia, lidera un equipo de héroes – formado por el Capitán América, la Viuda Negra y Sam Wilson (a.k.a El Halcón) – en una misión de reconocimiento. A su vez, el profesor Charles Xavier manda a sus X-Men Jean Grey, Wolverine y Coloso a investigar. Ninguno de los equipos conoce la implicación del otro.
Ambos equipos rastrean la señal hasta unas instalaciones abandonadas construidas en la era comunista, y se encuentran con un ejército de seres humanos modificados, diseñados por el ya desaparecido proyecto soviético Súper-soldado, destinado a crear versiones comunistas del Capitán América. Ambos equipos se encuentra y tras una pelea, el grupo de Furia captura a los X-Men, descubriendo después el origen de la transmisión: Un robot consciente y auto-reparable llamado la Visión. La Visión les explica que viajó a la Tierra hace 100 años, pero que debido a un error en su nave se estrelló en Tunguska, y fue capturado por los soviéticos, quienes le amputaron partes de su cuerpo para injertarlas en los voluntarios del ejército soviético, creando así Súper-soldados experimentales. La Visión se ha reparado a sí misma lo suficiente para comunicarse con el mundo y advierte a Furia sobre una amenaza inminente: el Devorador de Mundos, llamado Gah Lak Tus. Los X-Men, por su parte, logran escapar y el equipo de Furia se lleva a la Visión a las instalaciones de SHIELD para posteriores análisis.

### Ultimate Secret
Unas instalaciones secretas de S.H.I.E.L.D. en Nuevo México en las que se investigan revolucionarios métodos de viaje espacial son atacadas por la raza alienígena Kree. Esto fuerza al científico residente Dr. Philip Lawson a mostrar su verdadera identidad de Capitán Mahr Vehl y combatir contra las fuerzas atacantes. A pesar de tener éxito defendiendo las instalaciones, cae inconsciente y es apresado e interrogado por Furia. Mahr Vehl explica que él mismo es un miembro de la raza Kree, y que llevan observando la Tierra desde hace años para determinar si representan una amenaza a su existencia. Mahr Vehl revela que, debido a la violenta naturaleza de la humanidad, los Kree han decidido recientemente confinarles en la Tierra hasta que la entidad Gah Lak Tus pueda destruirlos, acabando así con la amenaza potencial. Al darse cuenta de que otros Kree vendrán y que la amenaza que mencionó la Visión es real, Furia convoca a los Cuatro Fantásticos y a los Ultimates
Una fuerza Kree ataca las instalaciones poco después, pero es detenida por una combinación de héroes. Otro equipo de héroes, con la ayuda de Mahr Vehl, asaltó una nave Kree mientras los alienígenas estaban en la Tierra. El comandante de la nave, Yahn Rgg, activa el mecanismo de autodestrucción, pero no antes de que Mahr Vehl entre en la base de datos y se descargue el contenido en sus bancos de memoria. Con la información obtenida a partir de la Visión y los Kree, Furia contempla como hacer frente a la inminente amenaza de Gah Lak Tus.

### Ultimate Extinction
Furia pide ayuda a Reed Richards y el Profesor Xavier al descubrir que Estela Plateada ha llegado a la tierra para proclamar, creando un rito adorador, la llegada de Gah Lak Tus, que resulta ser un enjambre de barcos inteligentes que forman una mente colmena de 160.000 km de longitud, y que se encuentra a una semana de llegar a la Tierra. 
El Capitán América, El Halcón, Iron Man y Mahr Vehl tienen numerosas batallas contra diferentes heraldos de Gah Lak Tus, lo cual da tiempo a Reed Richard, Charles Xavier y Jean Grey para trazar un plan. Xavier y Grey realizan un contacto psíquico con Gah Lak Tus, pero este lo rechaza totalmente, distrayéndose unos instantes. Richards utiliza entonces el Nulificador Supremo y teleporta la energía latente de un Big Bang en el corazón del enjambre. Habiendo perdido el 20% de su masa en la explosión, la entidad se retira. Richards programa entonces a la Visión con los planos del arma, y la manda al espacio, con la esperanza de que otras razas se puedan beneficiar de ello, y defenderse de Gah Lak Tus. El único comentario de Furia es que “La raza humana puede patear el culo a “cualquier cosa”.”

## Ediciones de colección
La colección fue inicialmente publicada en formato grapa, pero con el tiempo salieron al mercado ediciones recopilatorias en cartoné:
- Trilogía Ultimate Galactus (368 páginas, ISBN 0-7851-2139-0) contiene:
  - Ultimate Nightmare (120 páginas, ISBN 0-7851-1497-1)
  - Ultimate Secret (96 páginas, ISBN 0-7851-1660-5)
  - Ultimate Extinction (120 páginas, ISBN 0-7851-1496-3)